# Јелена Трифуновић
Јелена Трифуновић (Београд) српски је текстописац.
Своју каријеру започиње 2003. године сарадњом са Дарком Радовановићем на Беовизији. Јелена је написала песму Све је ово премало за крај коју је одабрао Тоше Проески и која је остала је забележена у његовом рачунару, те је потом пронађена и постхумно објављена. Најпрепознатљивија је по својим текстовима за баладе.

## Избор песама
- Дарко Радовановић (Да ми је ал' није, Пријатељи моји брину, Победила си ти)
- Тоше Проески (Све је ово премало за крај, Чујеш ли)
- Сека Алексић (Ти и ја смо пар, Ево, Боља сам од здравља, Ти се храни мојим болом, Чивас, Бродолом)
- Саша Матић (Нађи нову љубав, Идемо, анђеле, Кад прође све)
- Теа Таировић (Два и два, Балканија, Преживећу, Дубаи, Бој бој)
- Тропико бенд (У љубав верујем, Ево ти све, Заборави, Све моје зоре, Само иди)